# Dave Hyatt
David Hyatt (28 giugno 1972) è un programmatore statunitense attualmente impiegato presso la Apple.
Dal 15 giugno 2002 si occupa di sviluppare il web browser Safari.
Hyatt ha lavorato per la Netscape Communications dal 1997 al 2002 e ha contribuito alla programmazione dei web browser Mozilla, Camino e Firefox.  È ritenuto l'ideatore dei pannelli nei programmi web browser. Hyatt ha anche scritto le prime specifiche dei linguaggi di programmazione XML Binding Language (XBL) e XML User Interface Language (XUL).
Come responsabile del team web di Apple, Hyatt è anche coinvolto nella realizzazione dei nuovi accessori per il desktop, noti come Dashboard, introdotti con Mac OS X Tiger.
Hyatt è stato studente alla Rice University e si è laureato alla University of Illinois at Urbana-Champaign.
Hyatt gestisce il programma Shadowland Six nel tempo libero. Questo è un server contenente un forum per la comunità Shadowrun.